# Brno
Brno (tysk: Brünn) er en by i det sydøstlige Tjekkiet, der med omkring 400.566(2024) indbyggere er den næststørste by i Tjekkiet og den største by i Mähren. Den ligger, hvor floderne Svitava og Svratka løber sammen, og er hovedby i regionen Sydmæhren. Byen blev grundlagt i 1243 og er i dag universitetsby.
Den tjekkiske traktorfabrik Zetor har hovedkvarter i byen.
Byen erkendt for den funktionalistiske Villa Tugendhat, der tegnet af Ludwig Mies van der Rohe.
Byens ishockeyhold er HK Kometa Brno.